# الصيف الهندي (أغنية)
الصيف الهندي (بالفرنسية: L'Été indien)‏ أغنية فرنسية لعام 1975 للمغني الفرنسي «جو داسان». الأغنية مقتبسة من الأغنية الإيطالية «افريقيا» التي كتبها الموسيقار والمغني توتو كوتوجنو، وفيتو بالافيسيني، وباسكوالي لوسيتو، وسام وارد (تم إصدارها في الأصل من قبل فرقة ألباتروس التي ينتمي إليها توتو كوتوجنو)، نسقها إلى الفرنسية كل من كلود ليميسل وبيير ديلانوي وترتيب جوني آرثي وإنتجها جاك بليت. واصلت النسخة الفرنسية النجاح حيث بيع منها ما يقرب من مليوني نسخة حول العالم، وأصبحت أكبر نجاح للمغني جو داسان.
صدرت في خمسة وعشرين دولة، وصدرت بنسخ مختلفة لكثير من المغنين (55 فنان) وبلغات كثيرة (الألمانية والايطالية والمجرية والإنجليزية والسلوفاكية والاسبانية والبولندية واليونانية).
إحتلت الأغنية المركز الأول في فرنسا على قائمة أفضل الأغاني الفرنسية حسب مركز المعلومات والتوثيق للتسجيلات.

## خلفية الأغنية
كان الموسيقار والمغني توتو كوتوجنو يرغب أن يقدم كلود فرانسوا النسخة الفرنسية لأغنيته، ويسافر ناشره خصيصًا إلى باريس لتقديمها للمغني الفرنسي، الذي يجب عليه أن يعطي إجابته بشكل إلزامي قبل الظهر للحصول على الحقوق الفرنسية، لكن النجم فرانسوا، الذي ذهب إلى الفراش متأخرًا جدًا، ضاعت منه هذه الفرصة، حيث لم يجرؤ موظفوه على إيقاظه.
مر جو داسان مع زوجته ماريز، بعد فقد طفلهما، بفترة صعبة، ولم ينجح ألبومه الأخير «البدلة البيضاء» الذي صدر في عام 1974 لدرجة أن شركة سي بي اس، المتعاقد معها جو داسان لإصدار اسطواناته، كانت على وشك انهاء عقدها معه، ومع ذلك، فإن الشدائد الهبت عزيمة هذا الموسيقي الحرفي الذي لا يكل، متعدد اللغات، والحاصل على درجة علمية في الأنثروبولوجيا، والذي لا يفوت أبدًا فرصة للهجوم على هؤلاء المثقفين الذين يوبخونه على «بساطة» مؤلفاته. قال داسان: «لا يوجد شيء أكثر إيلامًا بالنسبة لي من تأليف الأغاني. أنا قادر على قضاء ساعات في تنقيح لحن وترديده... يجب أن يكون للأغنية هدف واحد فقط وهو تشتيت الانتباه... لدي تواضع وإحساس بالسخرية الذي يجعلني أحاول تشتيت الانتباه بالجودة»، وتابع جو داسان قائلاً: «كان على الشاعرين الفرنسيين كلود ليميسل وبيير ديلانوي تغيير معنى الأغنية الأصلية» إفريقيا«، التي كانت تتحدث عن قيام أمريكي من أصل أفريقي بحث شعبه على العثور على أرض أسلافهم».
عزل الشاعران الفرنسيان كلود ليميسل وبيير ديلانوي نفسيهما لقضاء عطلة نهاية الأسبوع في دوفيل (مدينة شمال غرب فرنسا)، حيث يذكرهما الطقس المشع بالصيف الهندي. إنهم يتخيلون نصًا يروي بالحنين قصة حب قديمة على خلفية ألوان الخريف للساحل الشرقي الأمريكي. يجد المنتج جاك بلايت أن موضوع الصيف الهندي والتلميحات إلى الرسامة غير المعروفة ماري لورينسين، ليست تجارية للغاية، لكن كلود ليميسل يقنعهم بالحفاظ على هذه الجوانب بدقة، ليحافظ على الغموض بما يكفي، ويمنح الكلمات شكل الحلم.

## كلمات الأغنية
أتعلمين أنني لم أكن سعيدًا ابدًا مثلما كنت سعيدًا ذاك الصباح Tu sais, je n´ai jamais été aussi heureux que ce matin-là
كنا نسير هكذا قليلاً على الشاطئ Nous marchions sur une plage un peu comme celle-ci
كان خريفًا، ولكن الطقس كان جميلًا C´était l´automne, un automne où il faisait beau
موسم نجده فقط في شمال أمريكا Une saison qui n´existe que dans le Nord de l´Amérique
هناك يسمونه بالصيف الهندي Là-bas on l´appelle l´été indien
لكنه كان ببساطة لنا فقط Mais c´était tout simplement le nôtre
بفستانك الطويل كنت تشبهين Avec ta robe longue tu ressemblais
لوحة بالألوان المائية لماري لورينسين A une aquarelle de Marie Laurencin
وأتذكر، أتذكر جيدًا Et je me souviens, je me souviens très bien
ما قلته لك ذلك الصباح De ce que je t´ai dit ce matin-là
منذ عام مضى، منذ قرن مضى، منذ دهر Il y a un an, y a un siècle, y a une éternité
سوف نذهب حيث تريدين، وقتما  تريدين On ira où tu voudras, quand tu voudras
وسوف نحب بعضنا البعض مرة أخرى عندما يفنى الحب Et on s´aimera encore, lorsque l´amour sera mort
الحياة بأكملها ستكون مثل هذا الصباح Toute la vie sera pareille à ce matin
بألوان الصيف الهندي Aux couleurs de l´été indien
اليوم وأنا بعيد جدًا عن هذا الصباح الخريفي Aujourd´hui je suis très loin de ce matin d´automne
لكن الأمر كأنني هناك. أفكر بك Mais c´est comme si j´y étais. Je pense à toi
أين أنت؟ ماذا تفعلين؟ هل ما زلت موجودًا من أجلك؟ Où es-tu? Que fais-tu? Est-ce que j´existe encore pour toi
أشاهد هذه الموجة التي لن تصل إلى الكثبان الرملية أبدًا Je regarde cette vague qui n´atteindra jamais la dune
أترين، كأنني أعود للوراء Tu vois, comme elle je reviens en arrière
لأستلقي على الرمال مثله Comme elle je me couche sur le sable
وأتذكر، وأتذكر إرتفاع المد Et je me souviens, je me souviens des marées hautes
تلك السعادة وأشعة الشمس والسعادة التي تنساب عبر البحر Du soleil et du bonheur qui passaient sur la mer
منذ دهر، قبل قرن، قبل عام Il y a une éternité, un siècle, il y a un an
سوف نذهب حيث تريدين، وقتما  تريدين On ira où tu voudras, quand tu voudras
وسوف نحب بعضنا البعض مرة أخرى عندما يفنى الحب Et on s´aimera encore lorsque l´amour sera mort
الحياة بأكملها ستكون مثل هذا الصباح Toute la vie sera pareille à ce matin
بألوان الصيف الهندي Aux couleurs de l´été indien

## وصلات خارجية
https://www.europe1.fr/culture/claude-francois-joe-dassin-et-deauville-lhistoire-du-slow-lete-indien-3980305
https://www.youtube.com/watch?v=cN-OCHlfRTU
https://www.youtube.com/watch?v=q2wnegx_RAI
https://www.imdb.com/name/nm0202087/
https://www.discogs.com/artist/109517-Joe-Dassin